# M20 186
M20 186 är en spårvagn tillverkad 1930 i Göteborgs Spårvägars verkstad. Totalt tillverkades 11 stycken M20:or med numren 178 till 188, men endast vagn 186 finns bevarad.

## Historia
Vagn 186 rullade i Göteborg på linje 3, men sedan som extravagn fram till 1961 då den togs ur trafik. 8 november 1961 donerades vagnen av Göteborgs Spårvägar till Svenska Spårvägssällskapet. Efter detta skötte Spårvägssällskapets Göteborgsavdelning om vagnen. Bland annat målades den om utvändigt mellan 1964 och 1965.
21 oktober 1967 transporterades vagnen per järnväg upp till Malmköping där den befinner sig än idag. Vintern 1973–1974 målades vagnen om utvändigt och sedan 1979 har den renoverats i olika omgångar; En truckrevision påbörjades 1979, och en korgrevision påbörjades i oktober 1982 och avslutades i december 1998. 1999 sattes vagnen i museitrafik i Malmköping.

## Säten
Vagnen är utrustad med tvärbänkar. På varje rad finns det plats för tre sittande passagerare; På ena sidan mittgången finns bänkar för två personer, och på andra sidan stolar för en person. En speciell finess i dessa vagnar är att ryggstödet kan vändas så att passagerarna kan sitta framåtvända, oavsett i vilken riktning vagnen kör.

## Bilder
- Wikimedia Commons har media som rör M20 186.

|  |  |  |